# Caixa de Socorros D. Pedro V
A Real e Benemérita Sociedade Portuguesa Caixa de Socorros D. Pedro V MHIH é uma associação filantrópica criada por imigrantes portugueses na cidade do Rio de Janeiro.

## História
Foi fundada em 1863 como entidade de auxílio geral para os cidadãos portugueses, a partir de uma ideia do escritor Reinaldo Carlos Montoro exposta aquando da inauguração de uma estátua de Pedro V de Portugal no Real Gabinete Português de Leitura. A proposta era criar uma associação centrada nos socorros mútuos e não na fundação de hospitais, diferenciando-se assim da Beneficência Portuguesa. Inicialmente inscreveram-se 400 portugueses. Seus primeiros presidentes foram Joaquim José Duarte, o conde da Estrela, e Leonardo Caetano de Araújo (Parada de Gatim - Vila Verde, a 11 de maio de 1818-Rio de Janeiro, 5 de Junho de 1903), que iniciaram suas atividades a 11 de novembro de 1863. No primeiro mes o número de associados subiu a 875..
Inicialmente a Caixa de Socorros ocupou-se dos compatriotas em estado de extrema necessidade e abandono. A partir de uma reforma dos estatutos realizada em 1871, a Caixa passou a contar com um consultório médico e farmácia, aos quais acorriam pessoas de todas as nacionalidades. Uma nova alteração nos estatutos foi realizada em 1884 com o objetivo de diminuir custos, privilegiando-se a partir de então o socorro aos sócios frente aos não-sócios.
Os sócios da Caixa de Socorros eram em geral ligados ao comércio. Em 1871 a associação tinha 2.638 sócios, dos quais 57% era composta por caixeiros, negociantes ou artistas. Em 1897 recebeu o título de "Sociedade Benemérita", e o rei D. Carlos concedeu-lhe o título de "Real" em março de 1902.
Sua sede inicial situava-se na rua Visconde de Rio Branco, n° 40, e foi inaugurada em agosto de 1907. Três anos depois, o edifício foi consumido num incêndio. Após um período ocupando um sobrado alugado, a Caixa de Socorros passou a ocupar o edifício no qual se encontra até hoje, localizado na avenida Marechal Floriano, n° 185.
A 27 de Julho de 1972 foi feita Membro-Honorário da Ordem do Infante D. Henrique de Portugal.